# منزل الأوركيد
دار الأوركيد هو كتاب نُشر عام 1953م، وهي الرواية الوحيدة التي كتبها الكاتب الدومينيكي فيليس شاند ألفري. يُعتبر  «عمل رائد للأدب الكاريبي» .1
دار الاوركيد هو سرد خيالي لحياة الفري المبكرة، روته  لالي، ممرضة سوداء عجوز من مونتسرات. تم تحويله إلى فيلم ونال استحسانًا كبيرًا للتلفزيون البريطاني.
تم نشره في الأصل من قبل كونستابل، وأعيد إصداره في عام 1982م من قبل مطبعة فيراجو، وأعيد طبعه في عام 1991م في الوقت الذي ظهرت فيه القناة الرابعة التي تحمل الاسم نفسه من إخراج هوراس أوفيه مع مدير التمثيل جون هوبارد وبطولة إليزابيث هيرلي، مادج سنكلير، ديانا كويك، كيت بافيري، لينوكس هونيشيرش، الرسام البريطاني وابنة أخت فيليس شاند ألفري، ليندي ألفري وفرانسيس باربر. ظهرت نسخة أمريكية من الرواية عام 1996م.

## ملخص الرواية
تم تلخيصها في مقدمة بقلم ليزابيث بارافيسيني-جيبرت ، تدور الرواية، كما روتها  الممرضة العجوز لالي، حول عودة ثلاث شقيقات كريول إلى جزيرتهن الأصلية بعد سنوات في الخارج: ستيلا، التي انجذبت إلى المناطق الاستوائية الخصبة من خلال توق شغوف؛  جوان، ناشطة سياسية على مستوى القاعدة الشعبية في لندن؛ وناتالي، أرملة رجل عجوز غني.

## ISBN بيانات
(ردمك 1-85381-338-9) (paperback, Virago Press, 1991 reprint)
(ردمك 0-8135-2332-X) (New brunswick, NJ: Rutgers University Press, 1992)

## روابط خارجية
- "Synopsis | The Orchid House By Professor Phyllis Shand Allfrey"